# 黃㴱
黃㴱（1500年—？），字舜功，福建福州府閩縣人，民籍，明朝政治人物。

## 生平
嘉靖十年（1531年）辛卯科福建鄉試第十八名舉人。嘉靖二十年（1541年）中式辛丑科會試第二百一名，登第二甲第五十三名進士。

## 家族
曾祖黃珏；祖父黃文昇，訓導；父黃衢，母鄭氏。具庆下。兄大澍。弟黄渊。